# Voxnan
La rivière Voxnan est un cours d'eau de Suède, dans la région de Hälsingland, et s'étend sur 150 kilomètres de longueur. Elle est protégée comme réserve naturelle et site Natura 2000 à partir du lac "Siksjön" jusqu'en aval de Vallhagaforsen (Edsbyn).
En amont d' Edsbyn et Voxnabruk se trouve une zone avec un total de 250 km des trajets navigables en canoé. La Cascade Hylströmmen n'est pas navigable (chute de +/- 15 mètres en total).

## Géographie
Son bassin versant est de 3 140 km2, et son débit moyen inter annuel est de 33 m3/s. Elle se jette dans le fleuve Ljusnan à proximité de Bollnäs.